# Лензи, Марк
Марк Эдвард Лензи (англ. Mark Edward Lenzi, 4 июля 1968, Хантсвилл, штат Алабама, США — 9 апреля 2012, Гринвилл, штат Северная Каролина, США) — американский прыгун в воду, чемпион летних Олимпийских игр 1992 года в Барселоне по прыжкам в воду с 3-метрового трамплина.

## Спортивная карьера
По настоянию отца первоначально начал заниматься борьбой, однако ему не нравились постоянные диеты для поддержания нужного веса.
Увидев по телевизору соревнования по прыжкам в воду, на которых Грег Луганис выиграл олимпийское золото Лос-Анджелеса (1984), решил переключиться на этот вид спорта. В 1986 г. начал тренироваться в Университете Индианы. Дважды побеждал на чемпионатах Национальной ассоциации студенческого спорта, 18 раз выигрывал международные соревнования и дважды был признан прыгуном года в США. В 1991 г. стал вторым на чемпионате мира в Перте в прыжках с трёхметрового трамплина, через год на Олимпиаде-1992 в Барселоне выиграл золото в прыжках с трёхметрового трамплина, четыре года спустя на Олимпийских Играх в Атланте после небольшого перерыва в карьере прыгун завоевал бронзовую медаль. Был первым американцем, сумевшим сделать прыжок в 4,5 оборота.
После ухода из профессионального спорта Лензи работал в качестве тренера в университете Индианы. В 2009—2011 годах работал тренером в Университете Восточной Каролины.